# اریش وایسهاوپت
اریش وایشات (انگلیسی: Erich Weishaupt؛ زادهٔ ۱۶ may ۱۹۵۲ (۷۲ سال)) ورزشکار هاکی روی یخ اهل آلمان است.
وی در مسابقات کشوری و بین‌المللی در مجموع برندهٔ ۱ مدال برنز شده‌است.